# Johannes Meiner
Johannes Meiner (* 28. Januar 1867 in Zittau; † 15. Juni 1941 in Zürich) war ein aus Deutschland stammender Fotograf, der aber vorwiegend in Zürich tätig war.

## Leben

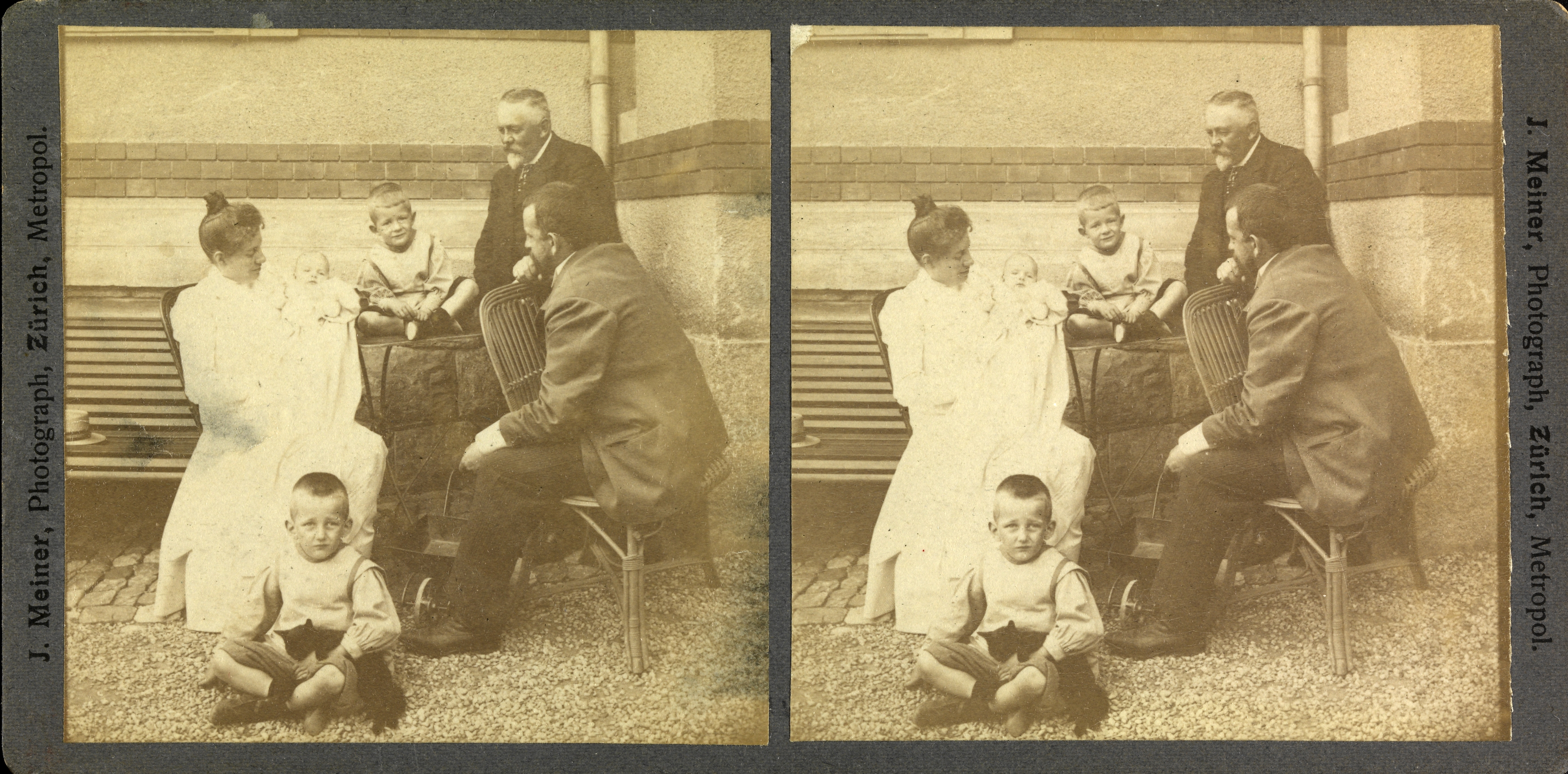
Familienbild

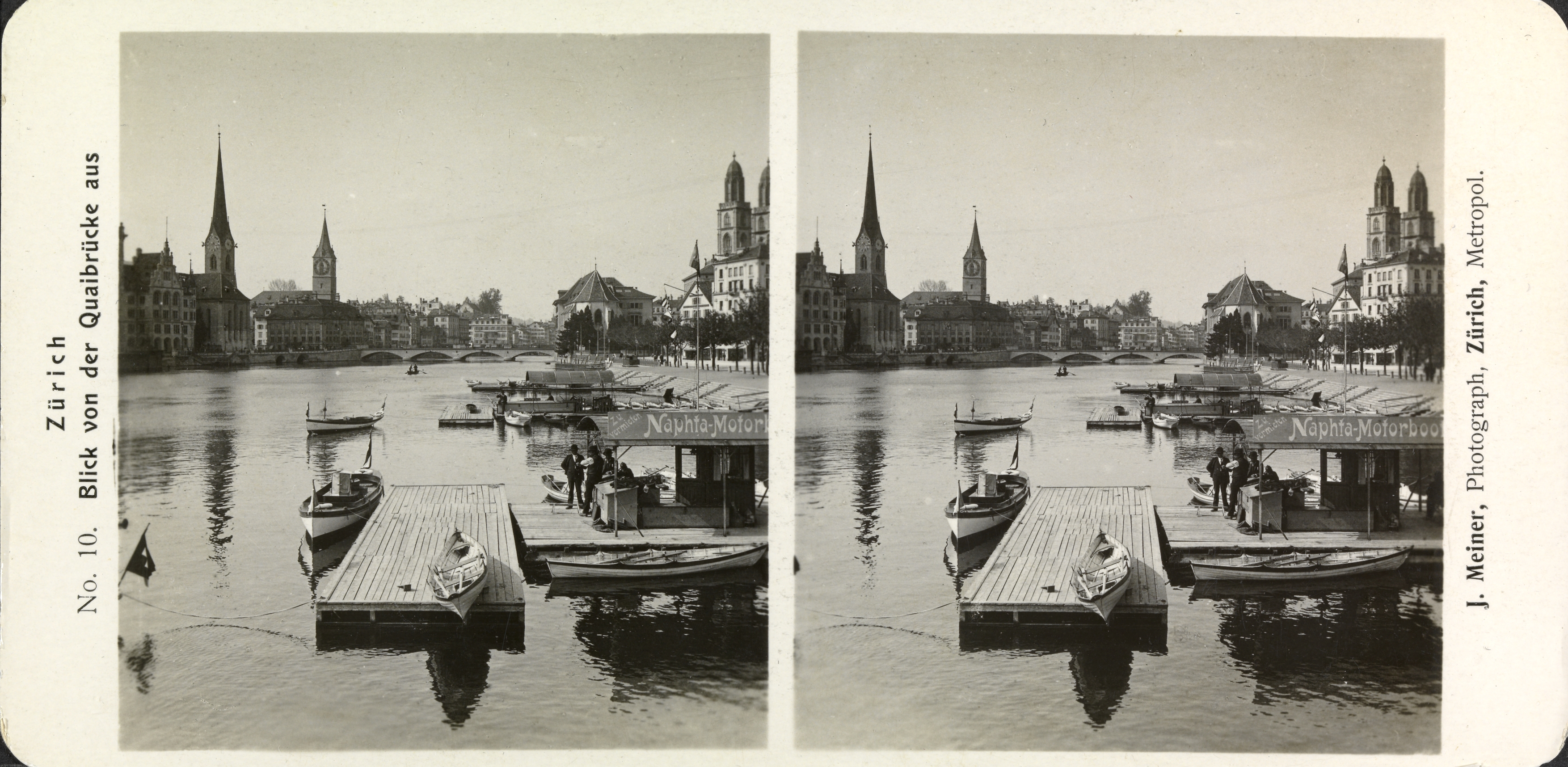
Vermietung von «Naphta-Motorbooten» bei der Quaibrücke in Zürich

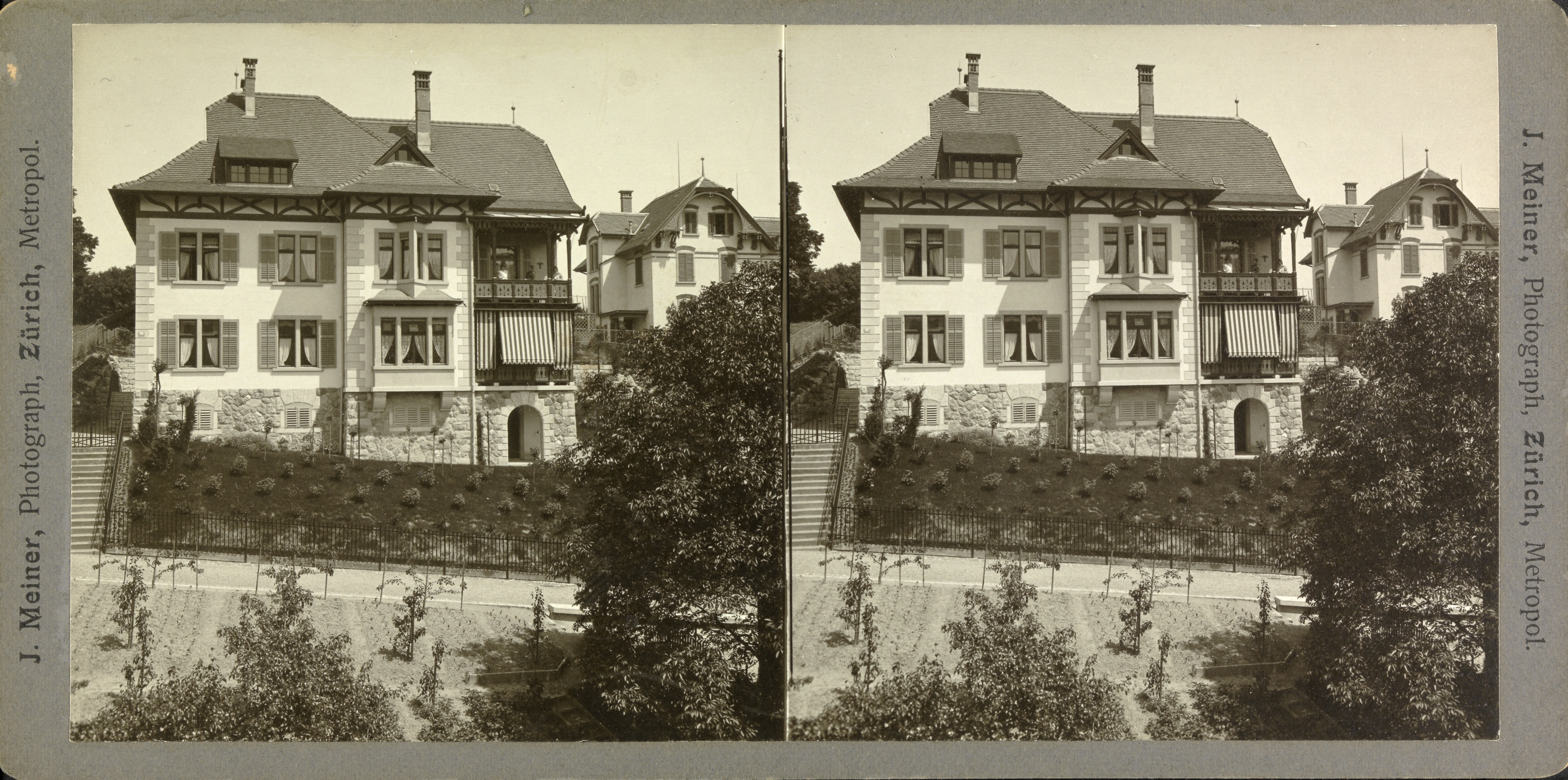
Schulhausstrasse 42 und 38 in Enge

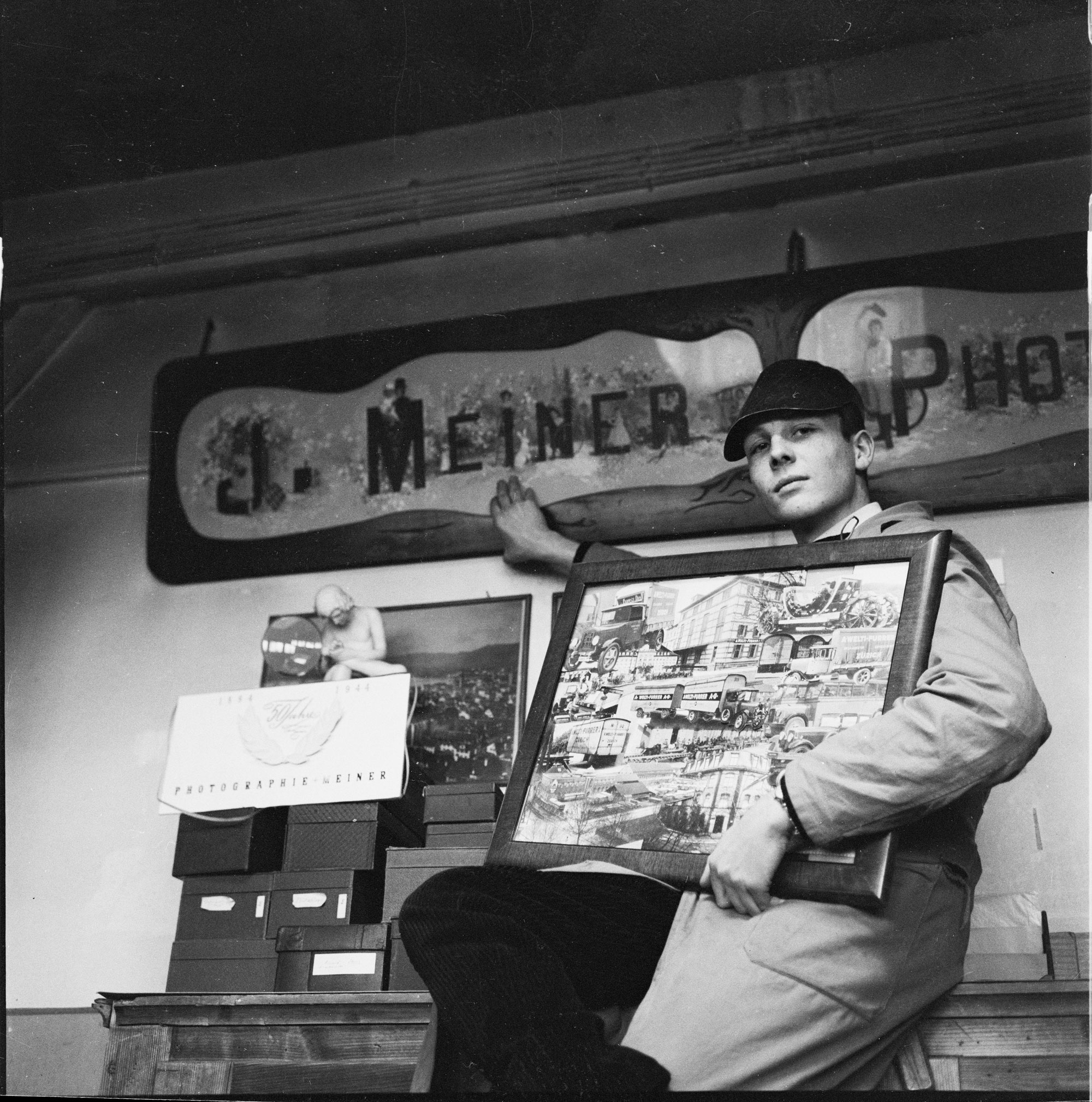
Eric Bachmann vor einem Schild beschriftet mit «J. Meiner Photographie», Zürich 1958. Es handelt sich dabei um das Fotostudio von Hans Meiner, der das Geschäft von seinem Vater übernommen hatte.

Johannes Meiner war ein Sohn des Fotografen Adolph Meiner, bei dem er ab 1883 seine Lehrzeit absolvierte. Nach Abschluss seiner Ausbildung verließ er Zittau und tat sich in Deutschland, Frankreich, der Schweiz und den USA um. Um 1893 war er in Chicago bei Billy Koehne angestellt; er besuchte auch die Weltausstellung in Chicago. Schließlich ließ er sich in Zürich nieder, wo er 1894 das Atelier des Fotografen Heinrich Wirth im Zentralhof an der Kappelergasse 16 übernahm.
1896 heiratete er Luise Severin, mit der er die Söhne Ernst Karl (1897–1983), Johann Albert, genannt Hans (1897–1963) und Karl (* 1901) bekam. Während Ernst Karl eine Arztlaufbahn einschlug und Karl Ingenieur wurde, trat Hans Meiner in die väterlichen Fußstapfen, lernte bei seinem Vater das Fotografenhandwerk und übernahm 1934 das Atelier, das schon vorher unter J. Meiner & Sohn firmiert hatte.
Im Jahr 1900 übernahm Johannes Meiner das Atelier von Julius Möbus im Haus Metropol an der Börsenstrasse 10. Dieses Atelier nahm das gesamte Dachgeschoss des Hauses ein; überdies verfügte es über einen Empfangsraum im Erdgeschoss. Die Kundschaft gelangte von dort mit einem Aufzug ins Fotoatelier. Zahlreiche Porträtaufnahmen aus dem Meinerschen Atelier sind erhalten geblieben.

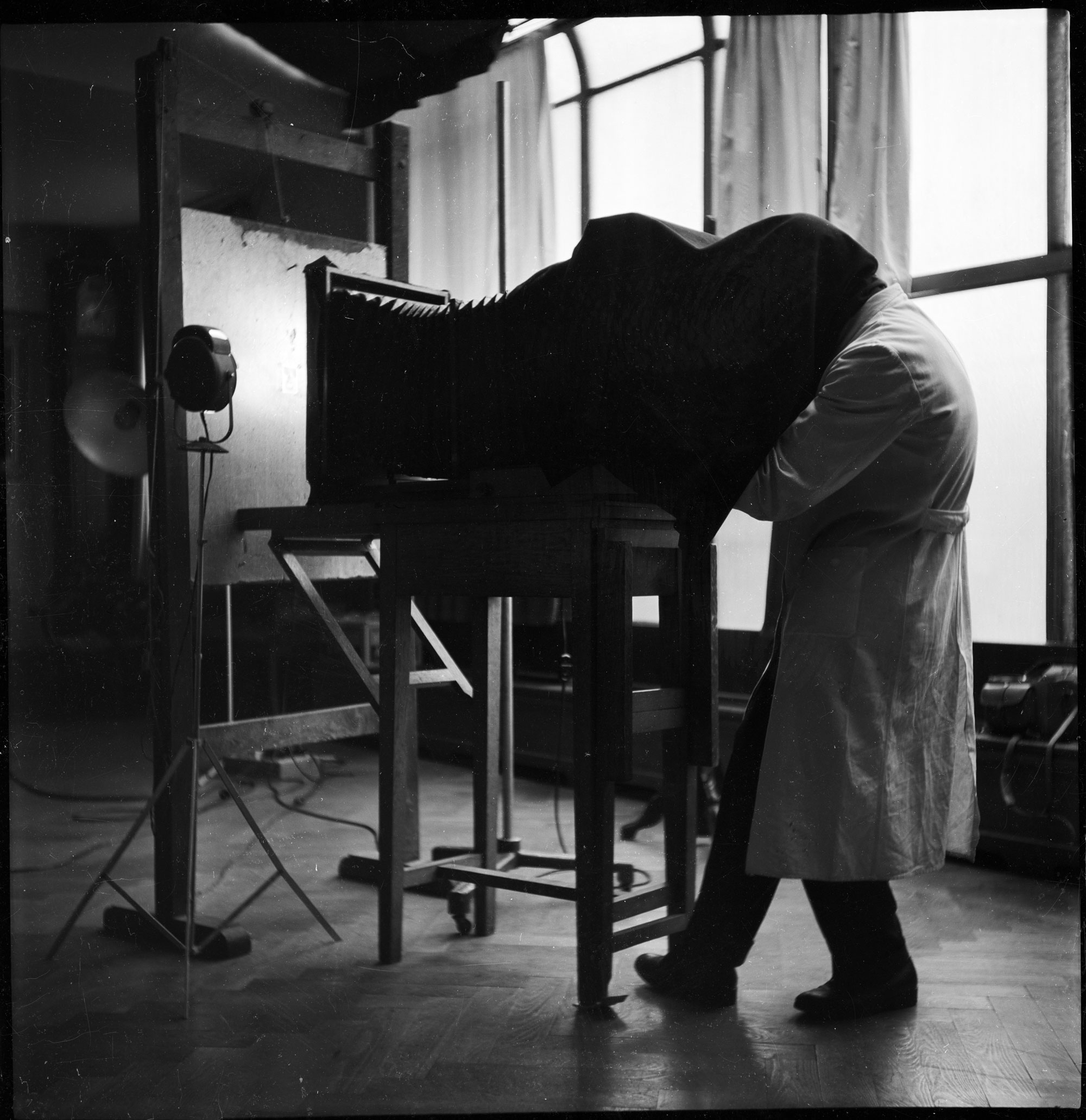
Roland Gretler mit einer Repro-Grossformatkamera. Er absolvierte seine Lehre im Studio Meiner. Das Foto entstand im Jahr 1958

Johannes Meiner trat 1896 dem Schweizerischen Photographen Verein bei und gehörte von 1899 bis 1916 dem Vorstand dieses Vereins an. Als begeisterter Alpinist und Skifahrer machte er auch zahlreiche Aufnahmen außerhalb seines Ateliers. Viele Freiluftaufnahmen Meiners sind als Stereoskopkarten erhalten; teilweise gehören sie einer nummerierten Serie mit Aufnahmen aus der Schweiz an. Das zugehörige Stereoskop konnte man bei Meiner ebenfalls käuflich erwerben.
Meiner erhielt 1913 beim Gevaert-Kongress eine Goldmedaille, 1914 bei der Schweizerischen Landesausstellung in Bern eine Silbermedaille und 1934 ein Diplom von der Photographischen Gesellschaft in Wien.
Die beiden Fotografen aus Zürich Eric Bachmann und Roland Gretler absolvierten im Fotostudio von Hans Meiner (1897–1963), der das Studio seines Vaters weiterführte, ihre Lehre. Eric Bachmann schloss dort seine Lehre ab, Roland Gretler wechselte zum Fotografen René Groebli.
Das Archiv von Johannes und Hans Meiner wurde in den Jahren 2014 und 2015 durch Memoriav analysiert und für eine spätere Digitalisierung vorbereitet. Der Bestand von Johannes und Hans Meiner umfasst über 85'000 Fotografien, die zwischen 1894 und 1960 entstanden sind.
Das Baugeschichtliche Archiv in Zürich widmete ihm 1996 die Ausstellung Meiner & Sohn. Fotografien 1894–1963 und 2013 die Ausstellung Dreidimensionales Zürich. Stereobilder von Johannes Meiner um 1900.